# Alois Lang (Politiker, 1925)
Alois Lang (* 23. Dezember 1925 in Wallendorf; † 11. November 2002) war ein österreichischer Politiker (SPÖ). Lang war zwischen 1982 und 1989 Abgeordneter im Burgenländischen Landtag.
Lang besuchte acht Klassen der Volksschule in Mogersdorf und war danach als Zimmerer tätig. Er diente 1943 zwei Monaten im Reichsarbeitsdienst und war danach von 1943 bis 1945 in der Wehrmacht, wobei er in sowjetische Kriegsgefangenschaft geriet, aus der er erst 1947 entlassen wurde. Lang erlernte zwischen 1948 und 1950 den Beruf des Maurers und legte die Gesellenprüfung ab. Er arbeitete danach als Maurervorarbeiter und zwischen 1955 und 1960 als Baupolier. Nach der dreijährigen Bauhandwerkerschule an der Höheren Technischen Lehranstalt Bruck an der Mur legte er 1959 die Meisterprüfung ab und machte sich am 1. April 1960 als Bauunternehmer selbständig. In der Folge erwarb er 1963 die Sprengmeisterberechtigung, 1968 legte er die Dachdeckermeisterprüfung und 1979 die Transportunternehmerprüfung ab. Zudem absolvierte er 1979 die Ingenieurprüfung. 1981 wurde er zum Kommerzialrat ernannt.
Lang wirkte ab 1977 als Stadtrat in Jennersdorf und vertrat die SPÖ zwischen dem 29. Oktober 1982 und dem 24. Jänner 1989 im Landtag.